# Асквит, Доминик
Доминик Асквит (англ. Dominic Anthony Gerard Asquith; род. 7 февраля 1957) — британский политик и дипломат.
Правнук Герберта Генри Асквита, а Майкл Паларет приходится ему дедом по материнской линии.
Учился в Амплфорт-колледже.
На дипломатической службе с 1983 года.
В 2001—2004 годах заместитель главы миссии и генеральный консул в Саудовской Аравии.
В 2005 году заместитель специального представителя в Ираке и заместитель главы миссии в Багдаде.
В 2004—2006 годах директор Иракского отделения (управления по вопросам Ирака) Форин-офис.
В 2006—2007 годах посол Великобритании в Ираке.
С декабря 2007 года посол Великобритании в Египте.
Женат с 1988 года на Louise Cotton.
Кавалер ордена Святого Михаила и Святого Георгия (2004).